# Canton de Melle
Le canton de Melle est une circonscription électorale française située dans le département des Deux-Sèvres et la région Nouvelle-Aquitaine.

## Géographie
Ce canton est organisé autour de Melle dans l'arrondissement de Niort. Son altitude varie de 57 m (Mazières-sur-Béronne) à 187 m.

## Histoire
Par décret du 18 février 2014, le nombre de cantons du département est divisé par deux, avec mise en application aux élections départementales de mars 2015. Le canton de Melle est conservé et s'agrandit. Il passe de 12 à 39 communes.
À la suite de la création de plusieurs communes nouvelles, la composition du canton est révisée par un décret du 7 novembre 2019. Le nombre de communes du canton est de 26.

## Représentation

### Conseillers généraux de 1833 à 2015
| Période | Période      | Identité                                                          | Étiquette              | Qualité |
| ------- | ------------ | ----------------------------------------------------------------- | ---------------------- | --- |
| 1833    | 1842         | Alfred Roudier                                                    |                        | Juge d'instance au Tribunal civil de Melle |
| 1842    | 1848         | Justin Thomas de Belleroche                                       |                        | Juge au Tribunal civil de Melle |
| 1848    | 1852         | Lara Sormeil, dit Adolphe Minot                                   |                        | Receveur des Finances, propriétaire à Melle |
| 1852    | 1861         | Jean-Baptiste Vaillant                                            |                        | Maréchal de France, Ministre de la Guerre (1854-1859) Grand Maréchal du Palais, Ministre de la Maison de l'Empereur (1860-1870) Ministre des Beaux-Arts (1863-1870) Sénateur (1852-1870) |
| 1861    | 1880         | Émile Aymé de La Chevrelière                                      | Monarchiste            | Propriétaire à Melle Maire de Paizay-le-Tort Député (1871-1876) |
| 1880    | 1885 (décès) | Marie-Clément de Reignié                                          | Républicain            | Fonctionnaire Sénateur (1882-1885) Maire de Melle |
| 1885    | 1895         | Léopold Goirand                                                   | Républicain            | Avoué à Paris Propriétaire à Mazières-en-Gâtine Député des Deux-Sèvres (1887-1898) Sénateur des Deux-Sèvres (1906-1920) Président du Conseil Général                                     |
| 1895    | 1904         | Maurice Aymé de La Chevrelière (fils d'E. Aymé de la Chevrelière) | Conservateur           | Maire de Paizay-le-Tort |
| 1904    | 1913 (décès) | Louis-Édouard Gaud                                                | Républicain            | Médecin - Maire de Melle, conseiller d'arrondissement |
| 1914    | 1922         | Gaston Deschamps                                                  | PRDS puis RG           | Professeur au Collège de France Député (1919-1924) |
| 1922    | 1928         | Charles Dubreuil                                                  | Rad.                   | Agriculteur Maire de Saint-Martin-lès-Melle |
| 1928    | 1936 (décès) | Henri Donizeau                                                    | Rad.                   | Cultivateur à Saint-Romans-lès-Melle |
| 1936    | 1940 (décès) | François Proust (1861-1940)                                       | Radical Anticommuniste | Aubergiste Maire de Chail, conseiller d'arrondissement |
|         |              |                                                                   |                        | |
| 1943    | 1945         | René Rabany                                                       |                        | Président de la Caisse d'Épargne de Melle Maire de Saint-Romans-lès-Melle Nommé conseiller départemental en 1943 Déclaré inéligible en 1944                                              |
|         |              |                                                                   |                        | |
| 1945    | 1958         | Auguste Garnaud                                                   | SFIO puis DVG          | Cultivateur à Saint-Léger-de-la-Martinière |
| 1958    | 1988         | Émile Touzeau                                                     | Rad. puis UDF-Rad.     | Propriétaire Maire de L'Enclave (commune rattachée à Saint-Léger-lès-Melle), 1955-1973                                                                                                   |
| 1988    | 1994         | Patrick Châtelin                                                  | DVD                    | Cultivateur Maire de Saint-Léger-de-la-Martinière |
| 1994    | 2015         | Paul Grégoire                                                     | DVG puis PS            | Retraité de l'industrie chimique Maire de Saint-Martin-lès-Melle (1977-2008) Ancien président de la communauté de communes du canton de Melle                                            |

### Conseillers d'arrondissement (de 1833 à 1940)
Le canton de Melle appartenait à l'arrondissement de Melle jusqu'à sa disparition en 1926.
| Période                                  | Période      | Identité                                         | Étiquette         | Qualité |
| ---------------------------------------- | ------------ | ------------------------------------------------ | ----------------- | --- |
| 1833                                     | 1836         | Comte Philippe-Benjamin-Jules Frotier de Lacoste |                   | Ancien lieutenant d'état major, propriétaire à Saint-Génard                                                              |
| 1836                                     | 1842         | M. Dupont                                        |                   | Juge de paix à Melle |
| 1842                                     | 1848         | Pierre Ernest Chabot (1799-1888)                 |                   | Médecin, maire de Saint-Romans                                                                                           |
|                                          |              |                                                  |                   | |
|                                          | 1876 (décès) | Isidore Carré (1811-1876)                        |                   | Avoué près le Tribunal de Melle                                                                                          |
|                                          |              |                                                  |                   | |
| av.1885                                  | 1893 (décès) | Antoine Belluc (1825-1893)                       | Républicain       | Pasteur, Président du consistoire de Melle, Président du Conseil d'arrondissement, propriétaire à Melle                  |
|                                          |              |                                                  |                   | |
| 1895                                     | 1904         | Louis-Édouard Gaud                               | Rad.              | Médecin, adjoint au maire de Melle                                                                                       |
| 1904                                     |              | M. Dubreuil                                      | Républicain       | |
|                                          |              | Marie Donizeau                                   |                   | Cultivateur à Mazières-sur-Béronne                                                                                       |
|                                          | 1936         | François Proust                                  | Rad.              | Aubergiste, maire de Chail                                                                                               |
| 1937                                     | 1940         | René Groussard (1906-1944)                       | Radical puis SFIO | Propriétaire exploitant à La Gazonnière, commune de Saint-Martin-lès-Melle Exécuté sommairement le 21 août 1944 à Ruffec |
| Les données manquantes sont à compléter. |              |                                                  |                   | |

Les conseils d'arrondissement ont été suspendus par la loi du 12 octobre 1940 et n'ont jamais été réactivés.

### Conseillers départementaux à partir de 2015
| Période élective | Période élective | Mandat | Mandat   | Identité                  | Nuance | Nuance | Qualité |
| ---------------- | ---------------- | ------ | -------- | ------------------------- | ------ | ------ | --- |
| 2015             | 2021             | 2015   | 2021     | Colette Balland           |        | PS     | Agricultrice à Loubigné Ancienne conseillère régionale (2004-2010)                                                |
| 2015             | 2021             | 2015   | 2021     | Dorick Barillot           |        | PS     | Rédacteur territorial Ancien conseiller général du canton de Sauzé-Vaussais Maire de Mairé-Levescault (2004-2015) |
| 2021             | 2028             | 2021   | en cours | Dorick Barillot           |        | DVG    | Retraité Conseiller sortant                                                                                       |
| 2021             | 2028             | 2021   | en cours | Muriel Sabourin Benelhadj |        | DVG    | Assistante sociale Conseillère régionale de Nouvelle-Aquitaine, conseillère municipale (opposition) de Melle      |

Dorick Barillot a quitté le PS.

### Résultats détaillés

#### Élections de mars 2015
À l'issue du premier tour des élections départementales de 2015, deux binômes sont en ballottage : Colette Balland et Dorick Barillot (Union de la gauche, 39,10 %) et Stéphanie Kunnert et Fabrice Michelet (Union de la droite, 32,51 %). Le taux de participation est de 54,14 % (8 355 votants sur 15 433 inscrits) contre 50,44 % au niveau départemental et 50,17 % au niveau national.
Au second tour, Colette Balland et Dorick Barillot (Union de la gauche) sont élus avec 54,08 % des suffrages exprimés et un taux de participation de 54,29 % (4 087 voix pour 8 379 votants et 15 433 inscrits).

#### Élections de juin 2021
Le premier tour des élections départementales de 2021 est marqué par un très faible taux de participation (33,26 % au niveau national). Dans le canton de Melle, ce taux de participation est de 33,77 % (5 020 votants sur 14 867 inscrits) contre 32,03 % au niveau départemental. À l'issue de ce premier tour, deux binômes sont en ballottage : Dorick Barillot et Muriel Sabourin Benelhadj (Union à gauche, 24,23 %) et Guy Moreau et Flavie Mourault (binôme écologiste, 21,21 %).
Le second tour des élections est marqué une nouvelle fois par une abstention massive équivalente au premier tour. Les taux de participation sont de 34,36 % au niveau national, 31,89 % dans le département et 33,47 % dans le canton de Melle. Dorick Barillot et Muriel Sabourin Benelhadj (Union à gauche) sont élus avec 53,48 % des suffrages exprimés (2 219 voix pour 4 975 votants et 14 866 inscrits),,. 

## Composition

### Composition avant 2015
Le canton de Melle regroupait 12 communes.
| Nom                          | Code Insee | Codepostal | Superficie (km2) | Population (dernière pop. légale) | Densité (hab./km2) |
| ---------------------------- | ---------- | ---------- | ---------------- | --------------------------------- | ------------------ |
| Melle (chef-lieu)            | 79174      | 79500      | 9,76             | 3 673 (2012)                      | 376                |
| Chail                        | 79064      | 79500      | 12,60            | 528 (2012)                        | 42                 |
| Maisonnay                    | 79164      | 79500      | 5,17             | 252 (2012)                        | 49                 |
| Mazières-sur-Béronne         | 79173      | 79500      | 9,50             | 408 (2012)                        | 43                 |
| Paizay-le-Tort               | 79199      | 79500      | 11,28            | 482 (2012)                        | 43                 |
| Pouffonds                    | 79214      | 79500      | 7,15             | 392 (2012)                        | 55                 |
| Saint-Génard                 | 79251      | 79500      | 11,07            | 366 (2012)                        | 33                 |
| Saint-Léger-de-la-Martinière | 79264      | 79500      | 25,64            | 1 015 (2012)                      | 40                 |
| Saint-Martin-lès-Melle       | 79279      | 79500      | 9,16             | 875 (2012)                        | 96                 |
| Saint-Romans-lès-Melle       | 79295      | 79500      | 8,91             | 703 (2012)                        | 79                 |
| Saint-Vincent-la-Châtre      | 79301      | 79500      | 21,18            | 667 (2012)                        | 31                 |
| Sompt                        | 79314      | 79110      | 12,09            | 322 (2012)                        | 27                 |

### Composition depuis 2015
Lors du redécoupage de 2014, le canton comprenait trente-neuf communes entières.
À la suite de la création des communes nouvelles d'Alloinay au 1er janvier 2017, de Chef-Boutonne, Fontivillié, Marcillé, Melle et Valdelaume au 1er janvier 2019, le canton comprend désormais vingt-six communes entières.
| Nom                                  | Code Insee | Intercommunalité     | Superficie (km2) | Population (dernière pop. légale) | Densité (hab./km2) | Modifier                                    |
| ------------------------------------ | ---------- | -------------------- | ---------------- | --------------------------------- | ------------------ | ------------------------------------------- |
| Melle (bureau centralisateur)        | 79174      | CC Mellois en Poitou | 65,34            | 5 790 (2022)                      | 89                 | modifier les données · modifier les données |
| Alloinay                             | 79136      | CC Mellois en Poitou | 32,38            | 905 (2022)                        | 28                 | modifier les données · modifier les données |
| Aubigné                              | 79018      | CC Mellois en Poitou | 29,15            | 165 (2022)                        | 5,7                | modifier les données · modifier les données |
| La Chapelle-Pouilloux                | 79074      | CC Mellois en Poitou | 7,85             | 171 (2022)                        | 22                 | modifier les données · modifier les données |
| Chef-Boutonne                        | 79083      | CC Mellois en Poitou | 40,38            | 2 387 (2022)                      | 59                 | modifier les données · modifier les données |
| Clussais-la-Pommeraie                | 79095      | CC Mellois en Poitou | 31,03            | 571 (2022)                        | 18                 | modifier les données · modifier les données |
| Couture-d'Argenson                   | 79106      | CC Mellois en Poitou | 24,16            | 408 (2022)                        | 17                 | modifier les données · modifier les données |
| Fontenille-Saint-Martin-d'Entraigues | 79122      | CC Mellois en Poitou | 15,11            | 534 (2022)                        | 35                 | modifier les données · modifier les données |
| Fontivillié                          | 79064      | CC Mellois en Poitou | 24,69            | 764 (2022)                        | 31                 | modifier les données · modifier les données |
| Limalonges                           | 79150      | CC Mellois en Poitou | 24,39            | 845 (2022)                        | 35                 | modifier les données · modifier les données |
| Lorigné                              | 79152      | CC Mellois en Poitou | 11,10            | 302 (2022)                        | 27                 | modifier les données · modifier les données |
| Loubigné                             | 79153      | CC Mellois en Poitou | 11,01            | 157 (2022)                        | 14                 | modifier les données · modifier les données |
| Loubillé                             | 79154      | CC Mellois en Poitou | 21,21            | 359 (2022)                        | 17                 | modifier les données · modifier les données |
| Mairé-Levescault                     | 79163      | CC Mellois en Poitou | 17,38            | 562 (2022)                        | 32                 | modifier les données · modifier les données |
| Maisonnay                            | 79164      | CC Mellois en Poitou | 5,17             | 250 (2022)                        | 48                 | modifier les données · modifier les données |
| Marcillé                             | 79251      | CC Mellois en Poitou | 18,22            | 726 (2022)                        | 40                 | modifier les données · modifier les données |
| Melleran                             | 79175      | CC Mellois en Poitou | 19,90            | 479 (2022)                        | 24                 | modifier les données · modifier les données |
| Saint-Romans-lès-Melle               | 79295      | CC Mellois en Poitou | 8,91             | 720 (2022)                        | 81                 | modifier les données · modifier les données |
| Saint-Vincent-la-Châtre              | 79301      | CC Mellois en Poitou | 21,18            | 599 (2022)                        | 28                 | modifier les données · modifier les données |
| Sauzé-entre-Bois                     | 79307      | CC Mellois en Poitou | 65,32            | 2 259 (2022)                      | 35                 | modifier les données · modifier les données |
| Valdelaume                           | 79140      | CC Mellois en Poitou | 50,57            | 814 (2022)                        | 16                 | modifier les données · modifier les données |
| Villemain                            | 79349      | CC Mellois en Poitou | 16,68            | 151 (2022)                        | 9,1                | modifier les données · modifier les données |
| Canton de Melle                      | 7908       |                      | 561,13           | 19 918 (2022)                     | 35                 | modifier les données                        |

## Démographie

### Démographie avant 2015
| 1962  | 1968  | 1975  | 1982  | 1990  | 1999  | 2006  | 2011  | 2012  |
| ----- | ----- | ----- | ----- | ----- | ----- | ----- | ----- | ----- |
| 9 350 | 9 547 | 9 347 | 9 126 | 9 378 | 9 372 | 9 187 | 9 626 | 9 683 |

Le canton voit sa population diminuer de 185 habitants entre 1999 et 2006 (-0,3%/an), à l'image de son chef-lieu qui perd 192 habitants pendant la même période (-0,7%/an). Deux communes connaissent une hausse de leur population de plus de 1%/an : Saint-Martin-lès-Melle (+114 hab., +2,3%/an) et Mazières-sur-Béronne (+26 hab., +1,1%/an). Deux autres communes augmentent plus légèrement, tandis que toutes les autres perdent des habitants. Le canton de Melle fait partie des cinq cantons des Deux-Sèvres (sur 33 au total) dont la population diminue entre 1999 et 2006.

### Démographie depuis 2015
En 2022, le canton comptait 19 918 habitants, en évolution de −5,49 % par rapport à 2016 (Deux-Sèvres : +0,18 %, France hors Mayotte : +2,11 %).
| 2013   | 2018   | 2022   |
| ------ | ------ | ------ |
| 21 224 | 20 718 | 19 918 |